# هينريتش يانسن
هينريتش يانسن (بالدنماركية: Heinrich Jansen)‏ هو رسام دنماركي، ولد في 14 أبريل 1625 في فلنسبورغ في ألمانيا، وتوفي بنفس المكان في سبتمبر 1667.